# Maria-Eich-Straße 18 (München)

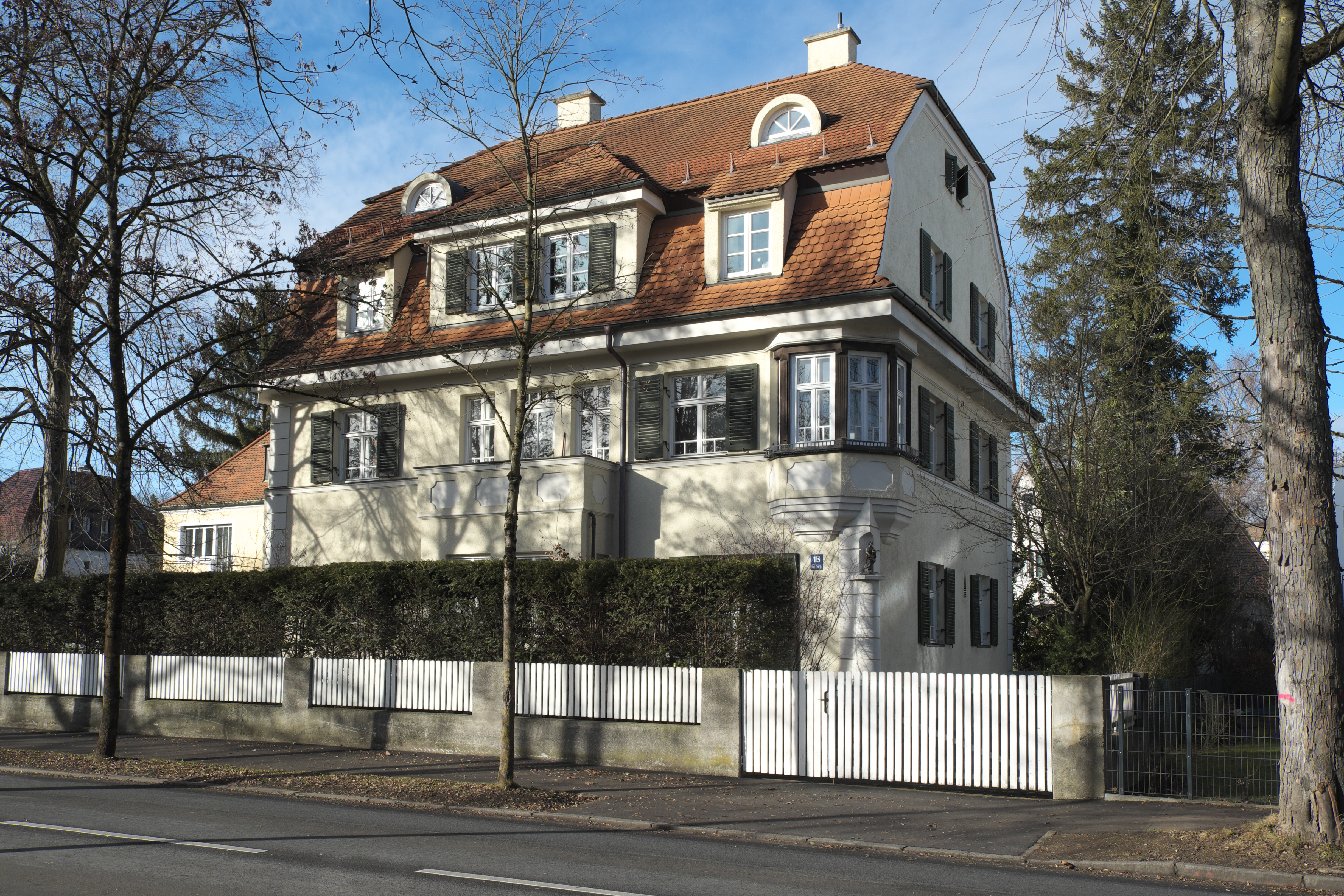
Haus Maria-Eich-Straße 18 im Stadtteil Pasing von München

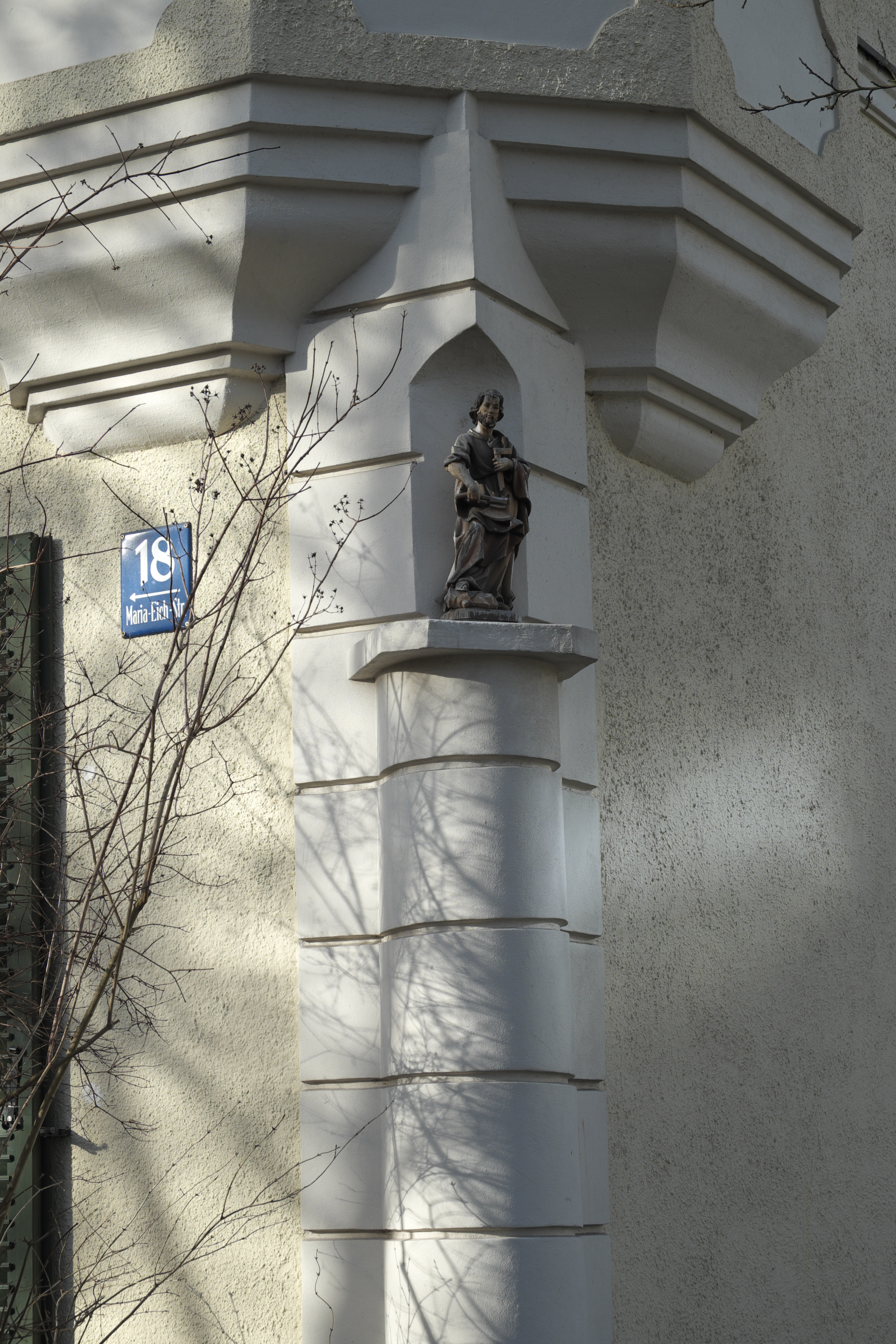
Heiligenfigur

Das Gebäude Maria-Eich-Straße 18 im Stadtteil Pasing der bayerischen Landeshauptstadt München wurde 1927 errichtet. Die Villa, die nach Plänen des Architekten und Bauherrn Konrad Herrmann erbaut wurde, ist ein geschütztes Baudenkmal.
Der historisierende Mansarddachbau mit Eckerker und Zwerchhaus ist ein Zweifamilienhaus mit abgeschlossenem Treppenhaus in der Mitte der Rückseite. 